# دوشیزه گرند ایران
دوشیزه گرند ایران یک عنوان مسابقه ملی زیبایی است که به نمایندگان ایران در مسابقه دوشیزه گرند اینترنشنال اهدا می‌شود. این عنوان برای اولین بار در سال ۲۰۱۴ به بهاره حیدری، برنده دوشیزه ایران ۲۰۱۳ اهدا شد، که پس از آن در مسابقات دوشیزه گرند اینترنشنال ۲۰۱۴ در تایلند شرکت کرد. با این حال، او جایگاهی به‌دست نیاورد.
به‌طور سنتی، برندگان مسابقه دوشیزه ایران نیز تا سال ۲۰۲۱ به عنوان دارندگان عنوان دوشیزه گرند ایران در نظر گرفته می‌شدند، که که قرارداد با میس گرند اینترنشنال متوقف شد و برنده ملی به جای آن برای رقابت در دوشیزه زمین فرستاده شد.
از زمان تأسیس دوشیزه گرند اینترنشنال، ایران سه بار در این مسابقات شرکت کرده اما تمامی نمایندگان آن جایگاهی دریافت نکردند.

## تاریخچه
از زمان وقوع انقلاب اسلامی در ایران در سال ۱۳۵۷، برگزاری مسابقات زیبایی ممنوع است. چندین مسابقه که قبلاً به‌طور سالانه برگزار می‌شد، لغو گردید. بعدها در سال ۲۰۱۳، یک تهیه‌کننده تلویزیونی ایرانی آمریکایی و رئیس یک شرکت رسانه ای استرالیایی IMAJH، جورج کلونی، یک مسابقه مجازی ایرانی به نام دوشیزه ایران را تأسیس کردند و اولین برنده آن - بهاره حیدری - به رقابت بین‌المللی دوشیزه گرند اینترنشنال ۲۰۱۴ در تایلند فرستاده شد. پس از خاتمه شراکت IMAJH و دوشیزه گرند اینترنشنال در سال ۲۰۲۱ و مسابقه ملی نیز به ملکه پرسیا تغییر نام داد که برنده آن برای رقابت به مسابقات دوشیزه زمین فرستاده شد.
عاطفه اسکندری صاحب عنوان سال ۱۳۹۵ به دلیل شرکت در مسابقه زیبایی و انتشار تصاویر تحریک آمیز جنسی برخلاف قوانین جمهوری اسلامی دستگیر و زندانی شد وی سپس در اوایل سال ۱۳۹۰ پس از حدود ۵ سال حبس آزاد شد.

## مسابقه بین‌المللی
در ادامه فهرستی از نمایندگان ایران در مسابقه دوشیزه گرند اینترنشنال آورده شده است.

| سال                                    | نماینده          | نماینده       | عنوان اصلی ملی    | عملکرد مسابقه | عملکرد مسابقه | مدیر ملی   |
| سال                                    | نام انگلیسی      | نام فارسی     | عنوان اصلی ملی    | جایگاه        | سایر جوایز    | مدیر ملی   |
| -------------------------------------- | ---------------- | ------------- | ----------------- | ------------- | ------------- | ---------- |
| ۲۰۱۴                                   | Bahareh Heidari  | بهاره حیدری   | دوشیزه ایران ۲۰۱۳ | بدون جایگاه   | —             | جورج کلونی |
| ۲۰۱۵                                   | Shadi Osmani     | شادی عثمانی   | دوشیزه ایران ۲۰۱۴ | بدون جایگاه   | —             | جورج کلونی |
| ۲۰۱۶                                   | Atefeh Eskandari | عاطفه اسکندری | دوشیزه ایران ۲۰۱۵ | رقابت نکرد    | رقابت نکرد    | جورج کلونی |
| ۲۰۱۷                                   | Sonia Beytoushi  | سونیا بیطوشی  | دوشیزه ایران ۲۰۱۷ | رقابت نکرد    | رقابت نکرد    | جورج کلونی |
| ۲۰۲۰                                   | Ayda Mirahmadi   | آیدا میراحمدی | دوشیزه ایران ۲۰۲۰ | بدون جایگاه   | —             | جورج کلونی |
| از سال ۲۰۲۱ هیچ نماینده ای وجود ندارد. |                  |               |                   |               |               |            |